# Foice e martelo
Foice e martelo (Unicode: "☭") são símbolos que representam a classe trabalhadora — o trabalho agrícola e o trabalho industrial, respectivamente. Entretanto, o emblema é mais conhecido por ter sido incorporado à bandeira vermelha da União Soviética, bem como a cada uma de suas repúblicas constituintes. A foice e o martelo cruzados ou entrelaçados sobre um fundo vermelho (Unicode ☭), geralmente representam o comunismo e os partidos políticos comunistas — na simbologia comunista, a foice e o martelo representam duas categorias operárias cuja aliança é considerada fundamental para o advento de uma revolução.

## Uso dos símbolos

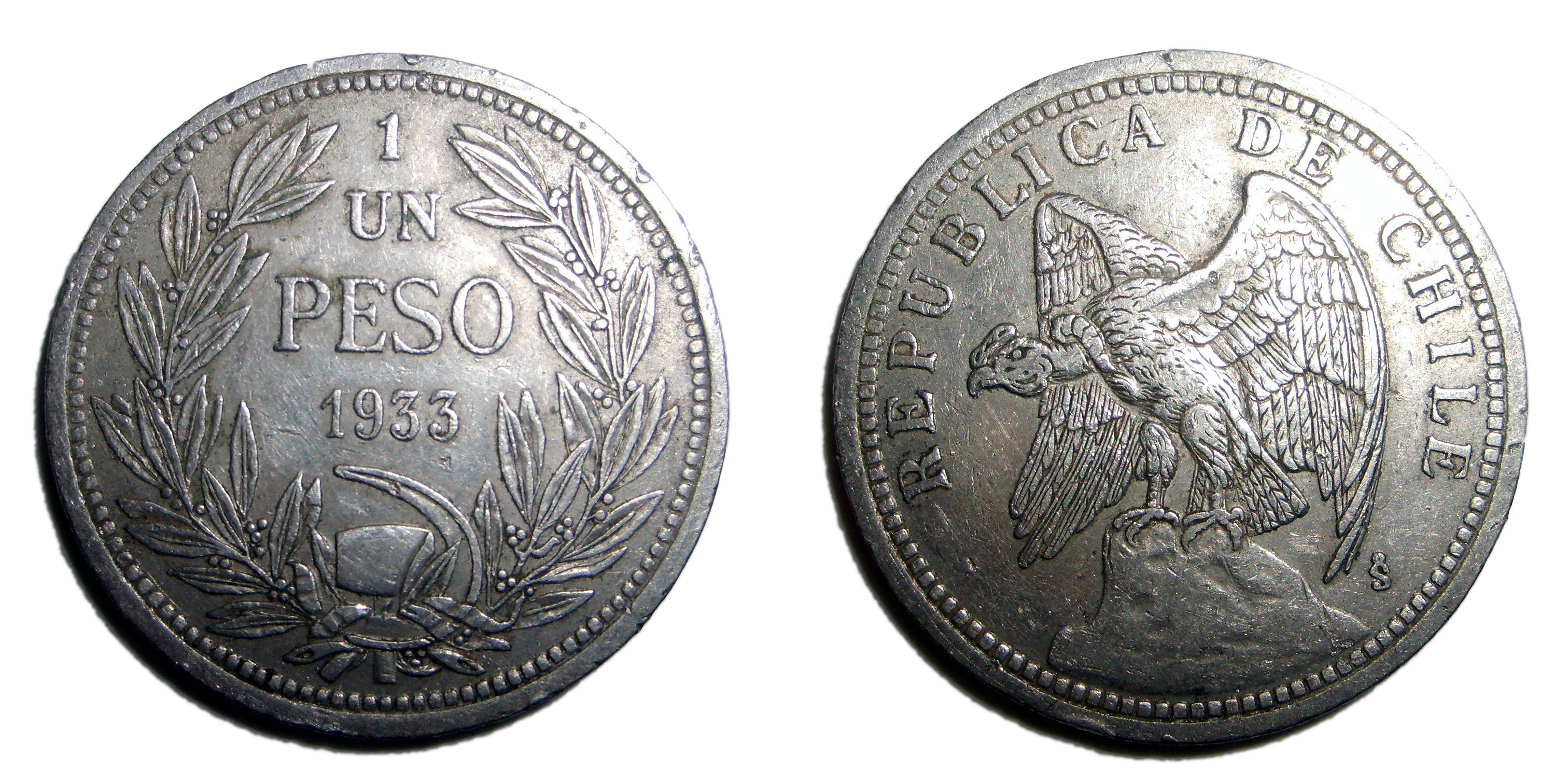
Moeda de peso chileno mostrando a foice e o martelo

O uso do símbolo representando trabalho precede a União Soviética e o comunismo, sendo usado em moedas de peso chileno desde ao menos 1894. 